# Architecture victorienne

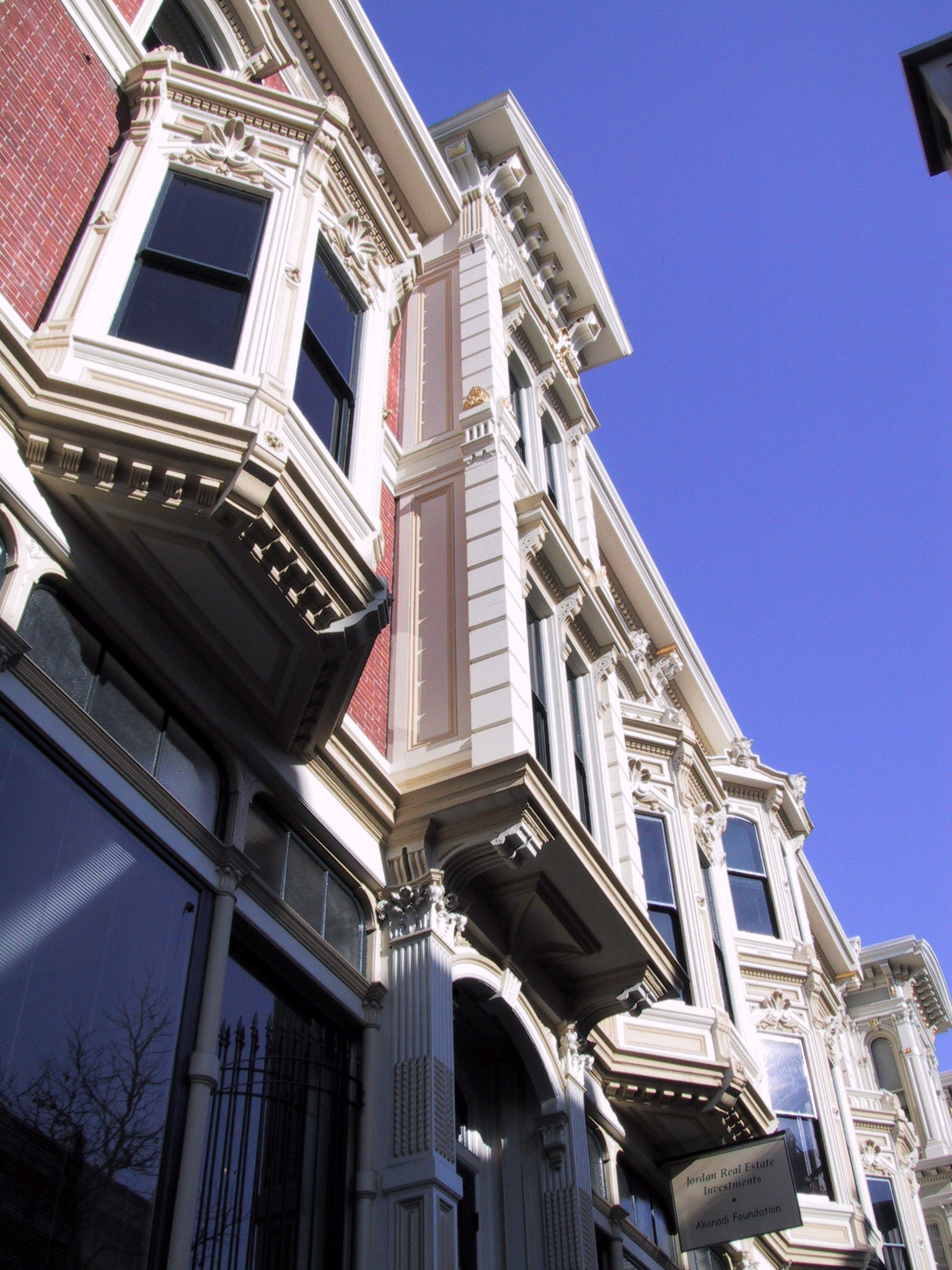
Façades de type victorien.

L'expression architecture victorienne renvoie à un grand nombre de styles architecturaux pratiqués au cours de l'ère victorienne (1837-1901).
- Style Queen Anne
- Néoclassicisme ( Neoclassical architecture)
- Néorenaissance (Tudor Revival, Jacobethan)
- Style néogothique (Gothic revival)
- Néoroman
- Style italianisant (Italianate architecture, Liberty )
- Style Second Empire
- Painted Ladies
- Greek Revival

C'est l'une des disciplines des arts décoratifs victoriens.

## Démolition
En 1968, des bâtiments de style victorien de la ville de Québec sont rasés pour faire place à des constructions modernes.